# Anolis schiedii
Espèce
Synonymes
- Dactyloa schiedii Wiegmann, 1834
- Dactyloa schiedei Wiegmann, 1834
- Anolis schiedei (Wiegmann, 1834)
- Norops schiedei (Wiegmann, 1834)
- Norops schiedii (Wiegmann, 1834)

Statut de conservation UICN

 DD  : Données insuffisantes
Anolis schiedii est une espèce de sauriens de la famille des Dactyloidae.

## Répartition
Cette espèce est endémique du Veracruz au Mexique.

## Étymologie
Cette espèce est nommée en l'honneur de Christian Julius Wilhelm Schiede.

## Publication originale
- Wiegmann, 1834 : Herpetologia mexicana, seu Descriptio amphibiorum Novae Hispaniae quae itineribus comitis De Sack, Ferdinandi Deppe et Chr. Guil. Schiede in Museum zoologicum Berolinense pervenerunt. Pars prima saurorum species amplectens, adjecto systematis saurorum prodromo, additisque multis in hunc amphibiorum ordinem observationibus. Lüderitz, Berlin, p. 1-54 (texte intégral).